# Балашов, Валерий Васильевич
Валерий Васильевич Балашов (1939 — 1990) — советский хоккеист, защитник. Мастер спорта СССР.

## Биография
Воспитанник «Авангарда» Челябинск. Выступал за команды «Трактор» Челябинск (1959/60, 1961/62 — 1963/64, 1966/67), ДО Уссурийск (1959/60), «Металлург» Сталинск (1960/61), СКА Куйбышев (1963/64 — 1965/66), «Восход» Челябинск (1966/67), «Автомобилист» Алма-Ата (1967/68).